# Муайон-Віллаж
Муайон-Віллаж (фр. Moyon Villages) — муніципалітет у Франції, у регіоні Нижня Нормандія, департамент Манш. Муайон-Віллаж утворено 1 січня 2016 року шляхом злиття муніципалітетів Шеврі, Ле-Мені-Опак i Муайон. Адміністративним центром муніципалітету є Муайон. Населення — 1437 осіб (01.01.2021).